# Alberto Lauro
Alberto Lauro Pino Escalante nació en Holguín (Cuba) en 1959. Poeta, escritor y periodista. Licenciado en Filología por la Universidad de La Habana y la Autónoma de Madrid, dirigió el Taller Literario “Pablo de la Torriente” en Holguín desde 1981 a 1986. Ha trabajado como guionista de radio y televisión, en el Archivo Nacional de Cuba y en el Museo de La Ciudad. 
Ha obtenido numerosos premios y menciones en concursos literarios de Cuba, entre ellos el David, el Caimán Barbudo, el Mirta Aguirre, Literatura 86, La Edad de Oro y el Premio de la Ciudad de Holguín. 
Autor del poemario Con la misma furia de la primavera (1987) y de los libros para niños Los tesoros del duende (1987) y Acuarelas (1990), todos premiados en Cuba. Además de los poemarios Parábolas y otros poemas (Ed. Rondas,1977), El errante (Ed. Jábega, 1994), Cuaderno de Antinoo (Ed. Betania, 1994) y de varias plaquettes y libros de arte, aparece en numerosas antologías en Cuba: Como jamás tan vivo (1987), Andará Nicaragua (1987), Mi madre teje el humo de los días (1990). Y fuera de Cuba en: Un grupo avanza silencioso (UNAM, México, 1990), Poesía cubana: la isla entera (Betania, Madrid, 1995) y Poemas cubanos del siglo XX (Hiperión, Madrid, 2002). 
En el año 2004 fue galardonado en España con el VI Premio Odisea de Literatura por su novela En brazos de Caín. 
Obtiene en 2011 el XVI Premio Internacional de Poesía Luys Santamarina-Ciudad de Cieza por su poemario Hijo de mortales, presentado en la Universidad de Murcia el 4 de noviembre de 2011 .
Colabora con crítica literaria, ensayos de arte, reseñas y notas en distintas revistas literarias de España. Vive exiliado en España desde 1993. Es articulista del diario La Razón.